# Râul Paroșul Mare
Râul Paroșul Mare este un curs de apă, unul din cele două brațe care formează Râul Paroș. 

## Hărți
- Harta județului Hunedoara
- Harta Munții Șureanu  Arhivat în 11 mai 2012, la Wayback Machine.
- Harta Munților Retezat  Arhivat în 10 iulie 2012, la Wayback Machine.